# 311-й гвардейский миномётный полк
311-й гвардейский миномётный полк — гвардейское формирование (воинская часть) вооружённых сил СССР в Великой Отечественной войне.
Полное наименование, после окончания войны — 311-й гвардейский миномётный Бобруйско-Берлинский Краснознамённый орденов Кутузова, Богдана Хмельницкого и Александра Невского полк.

## История
Сформирован в октябре 1942 в Москве как 311-й гвардейский миномётный полк. В его состав вошли 431, 432 и 433-й отдельные гвардейские миномётные дивизионы. Участвовал в боях под Сталинградом, Орлом, в Белоруссии, на территории Польши и Германии.
Первый залп по фашистам произвёл 10 января 1943 года обеспечивая наступление 214-й стрелковой дивизии 65-й армии Донского фронта в районе Сталинграда.
В полосе 61-й армии: 

Войска 61-й армии вели упорные бои на болховском направлении. Стрелковая дивизия, которую поддерживал 311-й гвардейский миномётный полк подполковника Г. Ф. Журавлёва, получила задачу перерезать важную шоссейную магистраль Волхов — Орёл. Враг бросил против дивизии свежие резервы. В их составе было два пехотных полка, более полусотни «тигров» и «фердинандов». Бой разгорелся рано утром 19 июля возле деревни Калинеево. Фашисты во что бы то ни стало хотели захватить господствующую над шоссе высоту северо-западнее деревни. Отражать атаки противника было нечем. Артиллерия дивизии почти не имела снарядов, противотанковая бригада ещё не подошла, хотя ей уже надлежало быть здесь.
Со зловещим лязгом и скрежетом выходили из ближней рощи «тигры» и «фердинанды». За ними двигалась вражеская пехота. Времени для раздумий не было. Подполковник Журавлёв решил огнём с закрытых позиций отрезать пехоту фашистов от танков, по танкам и прорвавшимся пехотинцам ударить прямой наводкой.
Залп по живой силе был губительным. Танки, оставшись без автоматчиков, сбавили скорость. И тут установки БМ-13 стали поодиночке выходить на прямую наводку. Корректировал огонь начальник разведки полка старший лейтенант Татарников. Огонь артиллерии и «катюш» не давал противнику наращивать удар. Вскоре подоспела и наша противотанковая бригада, которая с ходу вступила в бой. Дивизия продолжала наступление. Деревня Калинеево была взята. Враг оставил на поле боя двадцать четыре танка и до трёх батальонов пехоты.
Шесть часов длился этот яростный бой. После него командир дивизии сам прибыл на НП Журавлёва, крепко пожал ему руку, поздравил с успехом и сказал:

— Спасибо, гвардейцы! Если бы не ваши «катюши», туго бы нам пришлось!— http://www.sinopa.ee/katusha/katusha01/katus01/katusha018.htm
 После разгрома немецко-фашистских войск в битве на Волге участвовал в освобождении городов Карачев (15.8.43), Стародуб (22.9.43), Клинцы (25.9.43), обеспечивал форсирование р. Сож и преследование пр-ка до Днепра. В 1944 полк в составе 65-й армии 1-го Белорусского фронта вёл бои за Осиповичи (28.6.44), Бобруйск (29.6.44), Барановичи (8.7.44). Активно действовал полк при уничтожении и пленении вражеской группировки, прорвавшейся из окружения под Бобруйском и продвигавшейся на Осиповичи. Гвардейцам не раз приходилось вступать в рукопашные схватки с фашистами, атаковавшими боевые порядки полка.
Упорные бои вёл его личного состав на территории Польши. Множество вражеских атак было сорвано точными и внезапными залпами гвардейцев. Большую помощь оказал полк частям и соединениям 8-й гв. армии 1-го Белорусского фронта при прорыве обороны противника на магнушевском плацдарме, ликвидации окружённой группировки врага в Познани, стремительном наступлении к Одеру, захвате плацдармов в районе Кюстрина и в боях за их расширение. В Берлинской операции полк взаимодействовал с частями 8-й гв. армии при прорыве враж. позиций на Зеловских высотах и в боях на улицах Берлина. 1 мая 1945 полк произвёл в Берлине последний залп по узлу сопротивления противника в парке Тиргартен.
За образцовое выполнение заданий командования на фронтах Великой Отечественной войны, за доблесть и мужество личного состава полк был удостоен почётных наименований Бобруйского (5.7.44) и Берлинского (11.6.1945), награждён орденами Красного Знамени (29.9.43), Кутузова 3-й степени (19.2.45), Богдана Хмельницкого (28.5.45) и Александра Невского (19.2.45). Около 1000 солдат, сержантов и офицеров полка награждены боевыми орденами и медалями.
В послевоенный период преобразован в гвардейский реактивный полк.

## Состав
- штаб
- 431-й отдельный гвардейский миномётный дивизион / 1;
- 432-й отдельный гвардейский миномётный дивизион / 2;
- 433-й отдельный гвардейский миномётный дивизион / 3;

## В составе
В Действующей армии: 2.01.1943 — 2.02.1943; 28.04.1943 — 9.05.1945

## Командиры
Полком командовали:

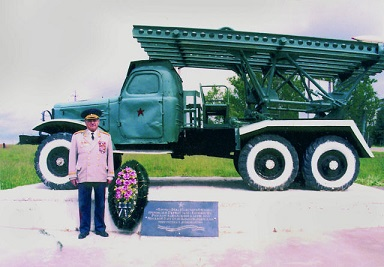
генерал-лейтенант артиллерии И. Н. Анашкин у памятника "Катюше" в селе Каринское под г. Звенигородом

- гв. подполковник Журавлёв Григорий Фомич (окт. 1942 — 25.10.1943 — умер от ран),
- гв. майор Зинов Иван Фёдорович (18.10 — 26.10.1943, временно),
- гв. подполковник Маяцкий Фёдор Павлович (с 26.10.1943 — фев. 1944),
- гв. инженер-полковник Меркулов, Иван Дмитриевич (с 2.1944 по 10.1944, в 1945 — ком-р 327 ГМП),
- гв. подполковник Анашкин Иван Николаевич (с 4.10.1944 — до окт. 1946);  замком полка по с/ч майор Карпенко Денис Петрович (7.1943), капитан Лапин Григорий Павлович (с 9.1943), подполковник Анашкин Иван Николаевич (с мая 1944);

начальники штаба: майор Радионов Михаил Евгеньевич (с 1943, погиб — 13.07.1943), майор Зинов Иван Фёдорович (1944, в 10.1943 — врио ком полка, с 1.1945 замком 43 ГМП), капитан / майор Рякимов Михаил Тимофеевич (с 1.1945);
Командиры дивизионов:
- 431 огмдн / 1 — капитан / майор Веретельников Юрий Демьянович (1944, в 1945 — ком-р 1-го д-на 94 ГМП), капитан Зубарев Сергей Васильевич (с 1943); НШ капитан Абаренков Пётр Ермолаевич (8.1943, с 5.1944 — НШ 60 ГМП), ст. л-т Галицан Анатолий Сергеевич (1944);
- 432 огмдн / 2 — капитан Рякимов Михаил Тимофеевич (1943, с 1.1945 — НШ полка), капитан Денисов Анатолий Иванович (1945);
- 433 огмдн / 3 — капитан Родин Александр Ильич (1943), майор Ткач Григорий Ануфриевич (1944), майор Казаков Виктор Васильевич (1945), майор Чемисов Владимир Михайлович (8.1945);

## Награды и наименования
- почётное наименование «Бобруйская» (5.07.1944) участвовала в освобождении г. Бобруйск и удостоилась почётного наименования
- почётное наименование «Берлинская» (11.06.1945)
- Гвардейская — при формировании (окт. 1942 года)
- 29.09.1943. За образцовое выполнение боевых задач награждён орденом Красного Знамени
- 19 февраля 1945. За боевые отличия года была награждён орденом Кутузова 3-й степени
- 25 мая 1945 года.  За мужество и высокое боевое мастерство личного состава
- 19 февраля 1945